# Alcis platycyma
Alcis platycyma là một loài bướm đêm trong họ Geometridae.